# Arlanda Jets
Les Arlanda Jets est un club suédois de football américain basé à Märsta, banlieue de Stockholm. Ce club qui évolue au stade Midgardsvallen fut fondé en 1989.

## Palmarès
- Champion de Suède : 2003